# Станюкович Костянтин Михайлович
Костянтин Михайлович Станюкович (рос. Константин Михайлович Станюкович; нар. 18 (30) березня 1843, Севастополь — пом. 7 (20) травня 1903, Неаполь) — російський письменник, відомий творами на теми із життя військово-морського флоту.

## Біографія
Народився в родині адмірала російського флоту, командира Севастопольського порту, військового губернатора Севастополя Станюковича Михайла Миколайовича. Навчався У Морському кадетському корпусі в Петербурзі (1857–1860).

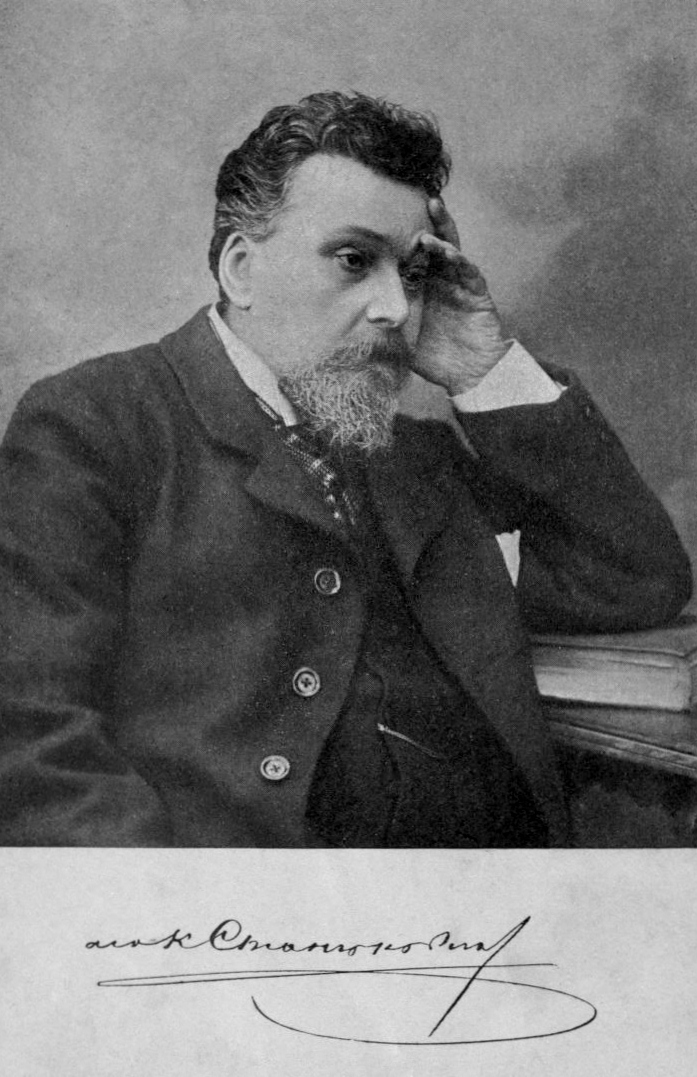
Станюкович, 1900

Навчався в Пажеському корпусі, згодом був переведений до Морського кадетського корпусу.

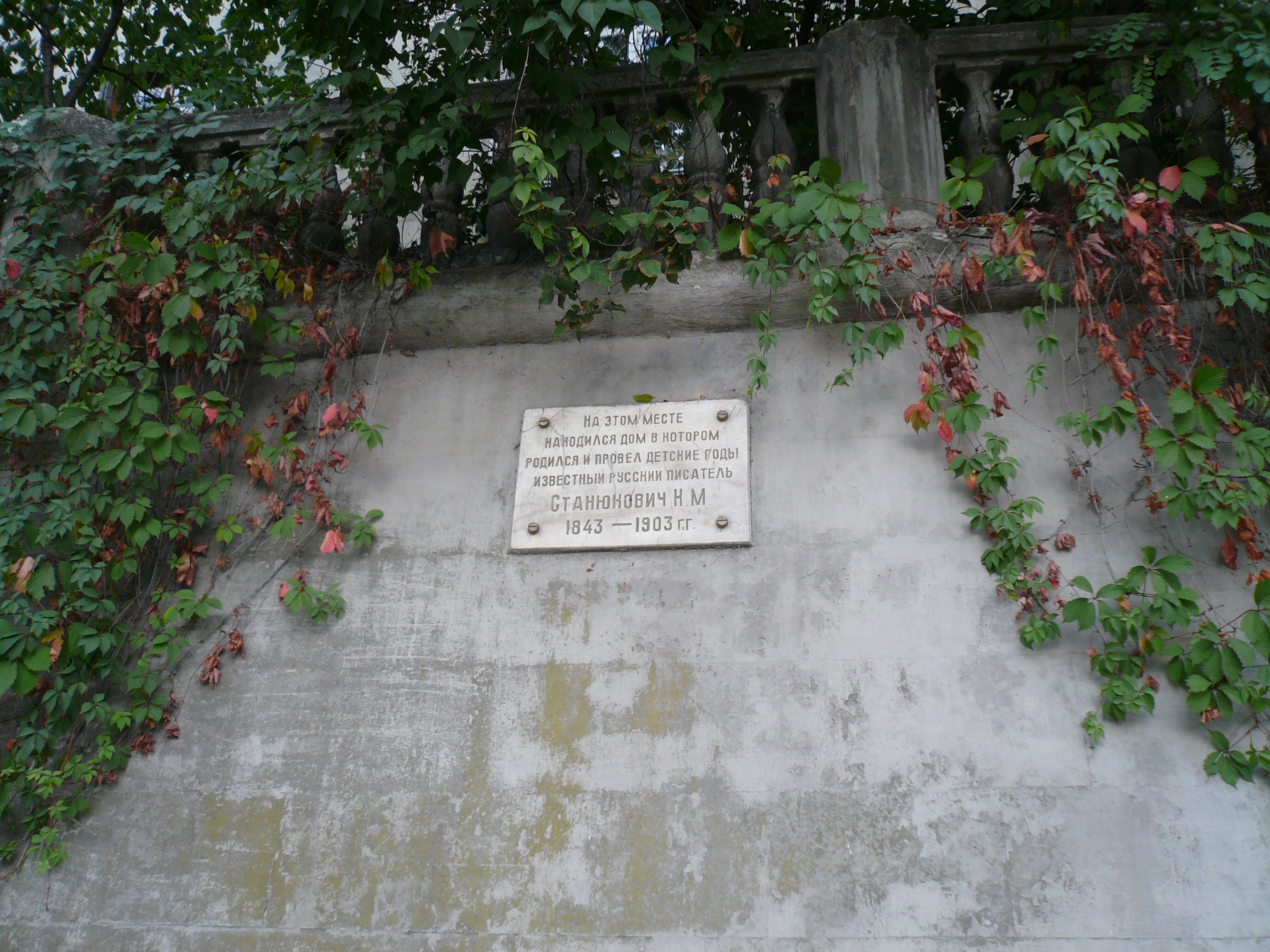
Пам'ятна плита на місці будинку, де народився К. М. Станюкович

Почав друкувався з 1859 року в журналі «Северний цветок» — вірш «Відставний солдат». Перші твори, за винятком вдалого перекладу шевченківського «Садок вишневий коло хати» не мали художньої цінності.
У 1860 році був відправлений батьком у навколосвітню подорож на військовому корветі, яку не завершив через хворобу. В середині 1860-х виходить у відставку.
Через розрив з батьком та матеріальні труднощі працював в правлінні Курсько-Харьківсько-Азовської залізниці (1869-1871), у спілці земельного кредитування (1871-1874).
Працював управляючим у Волго-Донському пароходстві (1874-1876). оселився в Ростові-на-Дону в одноповерховому будинку на території порту. За час роботи були розширені і впорядковані Ростовський і Таганрозький порти, розширений і поглиблений фарватер річки Дон. Беручи участь у роботі Комітету донських гирл, сприяв здійсненню низки заходів, спрямованих на поліпшення умов судноплавства в пониззі Дону[джерело?]. У вільний від основної роботи час виступав перед місцевою публікою з доповідями про географічні відкриття росіян. По закінчення строку контракту покинув Дон і відправився у Петербург.
Хворів і лікувався у Швейцарії, де зблизився з політичними емігрантами. Згодом перебував у Франції з хворою донькою. При поверненні був заарештований і засуджений до 3-х років заслання.
Похований у Неаполі на грецькому цвинтарі.
У Владивостоці ім'ям Станюковича названа одна з вулиць. Вулиця Станюковича є також у місті Кронштадт.

## Творчість
Автор багатьох романів, оповідань, більшість з яких на морську тематику. За його творами знято фільми: «В далекому плаванні» (1945), «Максимко» (1952), «МатросЧижик» (1955) В.Брауна, «День Ангела» (1968) С.Говорухіна.

### Основні твори
- «Американська дуель»
- «Берег і море»
- «Благодійна комедія»
- «Блискуче призначення»
- «Блискучий капітан»
- «Важкий сон»
- «Василь Іванович»
- «Васька»
- «Весільна подорож»
- «Ви не потрібні»
- «Від Бреста до Мадери»
- «Відміна тілесних покарань»
- «Відплата»
- «Відчайдушний»
- «Вістовий Єгоров»
- «Вовк»
- «Втеча»
- «Втікач»
- «Головне: не хвилюватися»
- «Грізний адмірал»
- «Два брати»
- «Два моряки»
- «Дивовижний матросик»
- «Добрий»
- «Дочекався»
- «Дуель в океані»
- «Дурна причина»
- «Дядечко Протас Іванович»
- «Жарт»
- «Жахлива хвороба»
- «Жахливий день»
- «Жерці»
- «За Щупленького»
- «Загадковий пасажир»
- «Загибель «Яструба»
- «Зіпсований день»
- «Ісайко»
- «Істинно російська людина»
- «Історія одного життя»
- «Кирилич»
- «Короткий морський словник»
- «Крижаний шторм»
- «Куди піти?»
- «Куций»
- «Людина за бортом!»
- «Максимко» (в 1952 році в СРСР вийшов фільм «Максимко»)
- «Матросик»
- «Матроска»
- «Матроський лінч»
- «Між своїми»
- «Місіс Джильда»
- «МУНЬКО»
- «На «Чайці»
- «На інший галс»
- «На камінні»
- «На уроці»
- «Навколо світу на «Коршуні»
- «Незрозумілий сигнал»
- «Неспокійний адмірал»
- «Нянька» (в 1955 році в СРСР за мотивами «Няньки» знятий фільм «Матрос Чижик»)
- «Одруження Пінегіна»
- «Обоє гарні»
- «Оборот»
- «Огляд»
- «Одна мить»
- «Оригінальна пара»
- «Пан з «настроєм»
- «Парі»
- «Про що мріяв мічман»
- «Пасажирка» (оповідання, 1892)
- «Перволіток»
- «Петербурзькі кар'єри»
- «Подія»
- «Похмурий штурман»
- «Пригоди однієї добромисної молодої людини»
- «Пригоди одного матроса»
- «Ранок з далекого минулого»
- «Різдвяна ніч»
- «Рішення»
- «Севастопольський хлопчик»
- «Серж Птічкін»
- «Словник морських термінів»
- «Собака»
- «Страждалець»
- «Тетянка»
- «Товариші»
- «Туга»
- «У далекі краї»
- «У тропіках»
- «У шторм»
- «Формений баба»
- «Червовий валет»
- «Через дрібниці»
- «Ялинка»